# Elektrárna Pljevlja

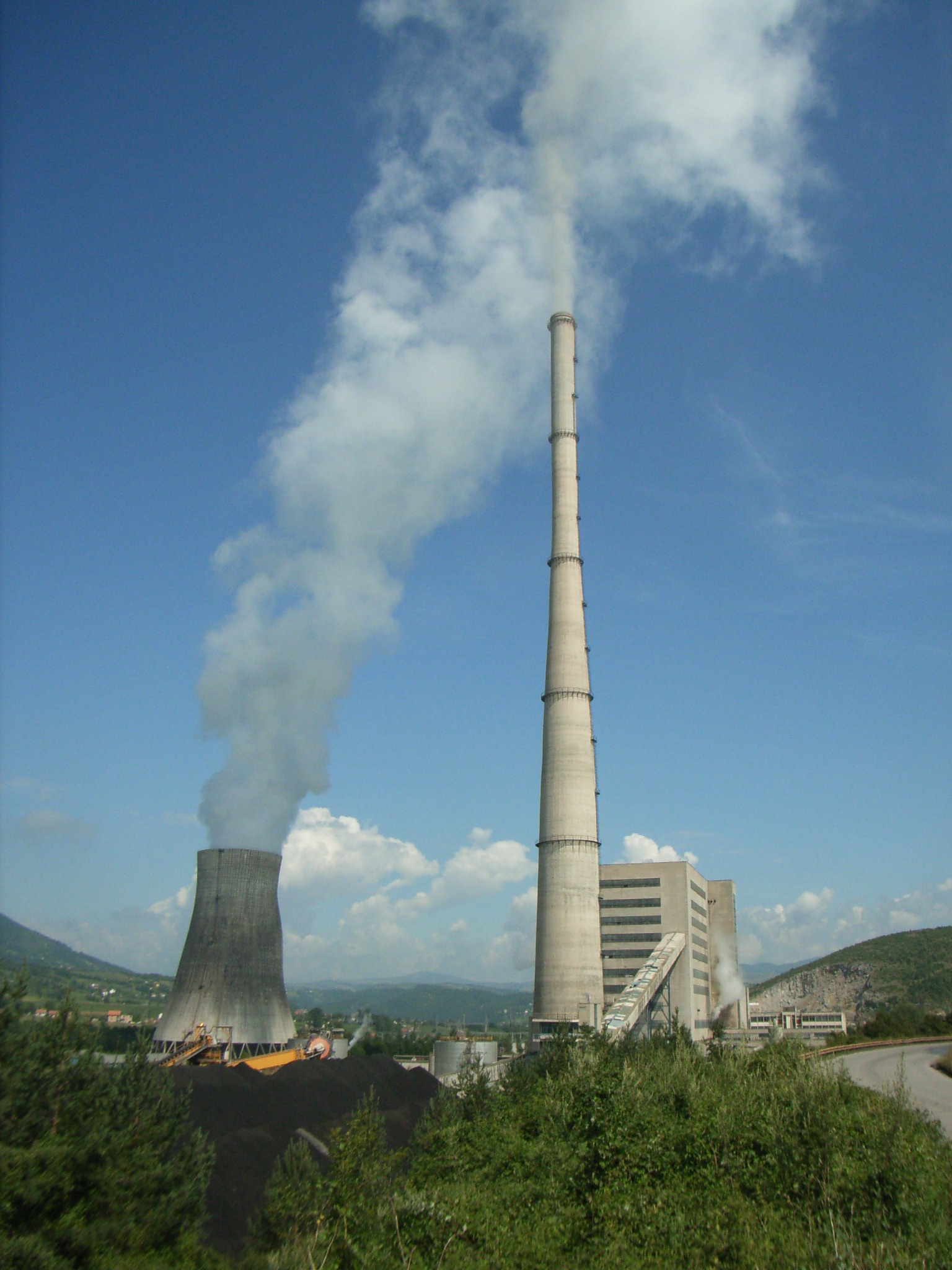
Komín a chladicí věž elektrárny

Elektrárna Pljevlja (v srbské a černohorské cyrilici Темроелектрана Пљевља) je hlavní černohorská elektrárna. Elektřinu vyrábí spalováním hnědého uhlí, které se těží v nedalekých dolech. Elektrárna se nachází 4 km jihozápadně od Pljevlji na silnici Pljevlja – Đurđevića Tara – Žabljak.
Elektrárna byla uvedena do provozu 21. října 1982. Podle projektu měla mít 2 bloky o výkonu 210 MW, avšak vybudován byl pouze jeden. Technické a správní objekty nicméně byly vybudovány pro potřeby dvou bloků.
Elektrárna pokrývá 25 % černohorské spotřeby elektrické energie. Ve výjimečných situacích tento podíl může vzrůst až na 30–34 % (především, není-li možné využívat kapacity vodních elektráren).
Pro chlazení se využívá voda dostupná v nedaleké vodní nádrži Otilovići (8 km od elektrárny).